# Pulo Nga
Pulo Nga is een bestuurslaag in het regentschap Bireuen van de provincie Atjeh, Indonesië. Pulo Nga telt 148 inwoners (volkstelling 2010).